# 瓦拉普扎
瓦拉普扎（Varappuzha），是印度喀拉拉邦Ernakulam县的一个城镇。总人口24516（2001年）。

## 人口
该地2001年总人口24516人，其中男性11812人，女性12704人；0—6岁人口2639人，其中男1373人，女1266人；识字率84.29%，其中男性为85.47%，女性为83.19%。